# Gerard Valentín
Gerard Valentín Sancho (Avinyonet de Puigventós, 28 luglio 1993) è un calciatore spagnolo, difensore dell'Al-Wakrah.

## Biografia
È fratello maggiore di Pol Valentín, anch'egli calciatore professionista.

## Caratteristiche tecniche
È un terzino destro.

## Statistiche

### Presenze e reti nei club
Statistiche aggiornate al 29 novembre 2018.
| Stagione         | Squadra             | Campionato       | Campionato | Campionato | Coppe nazionali | Coppe nazionali | Coppe nazionali | Coppe continentali | Coppe continentali | Coppe continentali | Altre coppe | Altre coppe | Altre coppe | Totale | Totale | Totale |
| Stagione         | Squadra             | Comp             | Pres       | Reti       | Comp            | Pres            | Reti            | Comp               | Pres               | Reti               | Comp        | Pres        | Reti        | Pres   | Reti   |        |
| ---------------- | ------------------- | ---------------- | ---------- | ---------- | --------------- | --------------- | --------------- | ------------------ | ------------------ | ------------------ | ----------- | ----------- | ----------- | ------ | ------ | ------ |
| 2012-2013        | Siviglia C          | TD               | 22         | 1          |                 | -               | -               |                    | -                  | -                  |             | -           | -           | 22     | 1      |        |
| 2013-2014        | Olot                | SDB              | 24         | 0          | CR              | 2               | 0               |                    | -                  | -                  |             | -           | -           | 26     | 0      |        |
| 2014-2015        | Gimnàstic           | SDB              | 24         | 0          | CR              | 2               | 0               |                    | -                  | -                  |             | -           | -           | 26     | 0      |        |
| 2015-2016        | Gimnàstic           | SD               | 14         | 0          | CR              | 0               | 0               |                    | -                  | -                  |             | -           | -           | 14     | 0      |        |
| 2016-2017        | Gimnàstic           | SD               | 33         | 0          | CR              | 2               | 0               |                    | -                  | -                  |             | -           | -           | 35     | 0      |        |
| Totale Gimnàstic | Totale Gimnàstic    | Totale Gimnàstic | 71         | 0          |                 | 4               | 0               |                    | -                  | -                  |             | -           | -           | 75     | 0      |        |
| 2017-2018        | Deportivo La Coruña | PD               | 3          | 0          | CR              | 2               | 0               |                    | -                  | -                  |             | -           | -           | 5      | 0      |        |
| 2018-2019        | Deportivo La Coruña | SD               | 0          | 0          | CR              | 1               | 0               |                    | -                  | -                  |             | -           | -           | 1      | 0      |        |
| Totale carriera  | Totale carriera     | Totale carriera  | 120        | 0          |                 | 9               | 0               |                    | -                  | -                  |             | -           | -           | 129    | 0      |        |